# Kizaki
Kizaki (jap. 木崎湖 Kizaki-ko) – jezioro mezotroficzne w Japonii, położone u podnóża Alp Japońskich, niedaleko miasta Ōmachi w prefekturze Nagano.